# Дуассен
Дуассен (фр. Doissin) — коммуна во Франции, находится в регионе Рона — Альпы. Департамент коммуны — Изер. Входит в состав кантона Вирьё. Округ коммуны — Ла-Тур-дю-Пен.
Код INSEE коммуны — 38147. Население коммуны на 1999 год составляло 616 человек. Населённый пункт находится на высоте от 411 до 661 метров над уровнем моря. Муниципалитет расположен на расстоянии около 440 км юго-восточнее Парижа, 55 км юго-восточнее Лиона, 45 км северо-западнее Гренобля. Мэр коммуны — M Gérard BERTRAND, мандат действует на протяжении 2008—2014 гг.
Динамика населения (INSEE):